# Paya Seumantok
Paya Seumantok is een bestuurslaag in het regentschap Aceh Jaya van de provincie Atjeh, Indonesië. Paya Seumantok telt 885 inwoners (volkstelling 2010).